# 楠山正雄
楠山 正雄（くすやま まさお、1884年11月4日 - 1950年11月26日）は、日本の演劇評論家、編集者、翻訳家、児童文学者。
主に大正時代から昭和時代戦後初期にかけて活動した。

## 生涯
東京府京橋区新橋竹川町（現在の銀座）で、小売と卸売を兼業し、印刷業の写真画問屋も営む楠山秀太郎の子として生まれる。
祖父で幕臣の楠山孝一郎は、同じく幕臣で編集者の成島柳北の兄にあたる。俳優・森繁久弥とも縁戚にあたる。
しかし3歳になった1886年2月15日、父秀太郎が急死。後に母親が再婚するが、再婚相手の起こした不祥事から会社が倒産して苦しい家計に追われることになり、親戚の家を盥回しにされるなど、多難な少年時代を送る。
この幼少期、母方の祖母に歌舞伎の舞台を連れて行ってもらったことを機に演劇に関心を持ち始める。
12歳の時に叔父に引き取られ、彼を医学の道へ進ませたい叔父から強く勧められて獨逸学協会学校へ入学、ドイツの学問や外国語力を身に付ける。
しかし、かねてより文学を志していた正雄は医学に全く関心がなく、やがて進路上の相違から叔父との間に亀裂が生じ、当時既に再婚相手と縁を切っていた母親と再び一緒に暮らした。

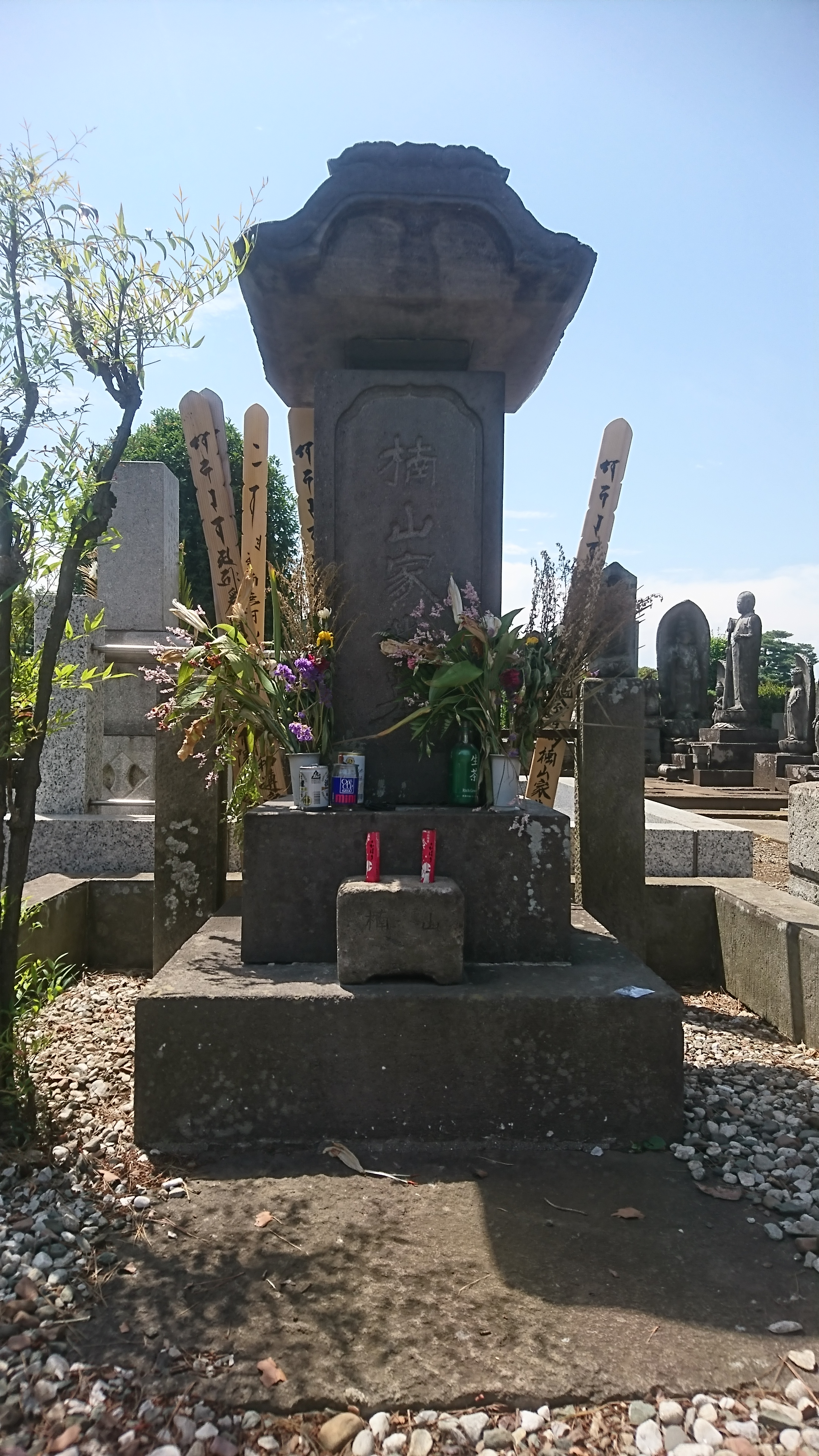
多磨霊園にある楠山家の墓

母親との暮らしを再開した後、國學院を経て、1902年に東京専門学校（現早稲田大学）に入学、1906年に英文科を卒業した後は、早稲田文学社、読売新聞社を経て、早大時代からの恩師であった坪内逍遥とのツテで1911年に冨山房に入社した。
大隈重信主催の総合雑誌『新日本』の編集や、評論家としてのみならず、校訂や百科事典の編集など幅広い仕事を受け持ち、1938年まで正社員として在籍した。
当時は主に新聞や雑誌などで日本の演劇に関する評論を執筆、同じく恩師の島村抱月が設立した芸術座のメンバーとして幾つか台本を手掛けたほか、母校の早稲田大学でも近代演劇に関する授業を受け持つなどしていた。
しかし、抱月の死去と看板女優の松井須磨子の自殺で1919年に劇団が崩壊してからは、1937年に劇評を再開するまで演劇界からは長らく距離を置くようになる。
1915年に冨山房で児童書の杉谷代水のアラビヤンナイト翻訳の校訂を担当したことを機に、児童文学の編集・翻訳・再話を関わるようになり、『模範家庭文庫』『画とお話の本』などの全集シリーズやアンソロジーを編纂し、自らも創作に携わった。
その過程で、鈴木三重吉が立ち上げた『赤い鳥』にも参与し、日本のみならず様々な国の童話の邦訳・再話作品を掲載した。
第二次世界大戦が近づくと、主に日本国内のおとぎ話や神話・伝説の再話に専念していった。
戦後は、再び海外の児童文学の翻訳業に着手し始めたが、癌により66歳で息を引き取った。
長男は中国哲学者（道教研究）の楠山春樹、三男に正雄の生涯とその厖大な仕事を日記を基に上梓した三香男がいる。
翻訳をしたエドモン・ロスタンの「シラノ・ド・ベルジュラック」は、額田六福の脚色によって「白野弁十郎」となり島田正吾、緒形拳による一人芝居として演じられた。

## 著書
- 『苺の国』（赤い鳥社） 1921
- 『近代劇十二講』（新潮社） 1922
- 『源氏と平家』（小村雪岱画、冨山房、画とお話の本） 1925 、のち新版 2023ほか
- 『御堂殿の子』（新潮社） 1927
- 『小太郎と小百合』（大日本雄辯會講談社） 1933.11
- 『二人の少年と琴』（新潮社、日本童話名作選集） 1942
- 『源義経』（新潮社） 1943
- 『太陽と草木』（日本書院、太陽と草の木） 1948
- 『歌舞伎評論』（久保田万太郎, 河竹繁俊共編、冨山房） 1952
- 『日本の諸国物語』（講談社学術文庫） 1983.4
- 『日本の神話と十大昔話』（講談社学術文庫） 1983.5
- 『日本の英雄伝説』（講談社学術文庫） 1983.6
- 『日本の古典童話』（講談社学術文庫） 1983.6
- 『むかしむかしあるところに』（童話屋） 1996.6
- 『楠山正雄の戦中・戦後日記』（楠山三香男編、冨山房） 2002.4

副題：辞典編集・演劇・童話の仕事を誠実に追う
- 『楠山正雄の戦中・戦後日記 追補』（楠山三香男編、冨山房） 2010.8

副題：文芸の志 明治・大正と磨き昭和に結ぶ

## 翻訳・再話
- 『なさけ 伊太利少年学校日記』（アミーチイス、朝野書店） 1910.10
- 『運命の人』（バアナアド・ショオ、現代社、近代脚本叢書） 1913
- 『広野の道』（シユニッツラア、博文館、近代西洋文芸叢書） 1913
- 『その前夜』（ツルゲーネフ、脚色、新潮社） 1915
- 『驢馬の皮』（シャルル・ペロール、家庭読物刊行会、世界童話名作集） 1920
- 『不思議の国』（ルイス・カロル、家庭読物刊行会、世界少年文学名作集） 1920
- 『パヂュアの公爵夫人』（ワイルド、天佑社、ワイルド全集2） 1920
- 『近代劇選集』全3巻（新潮社） 1920 - 1921
- 『家の無い児』（マロー、家庭読物刊行会、世界少年文学名作集） 1921
- 『日本童話宝玉集』上・下（編、冨山房） 1921 - 1922、のち新訂版 2023
- 『シュニッツレル選集』（シュニッツレル、山本有三共訳、新潮社） 1922
- 『シラノ・ド・ベルジユラツク』（ロスタン、新潮社） 1922 (泰西戯曲選集)
- 『青い鳥』（マアテルリンク、新潮社、泰西戯曲選集） 1922、のち角川文庫
- 『寂しい人々・沈鐘』（ハウプトマン、近代劇大系刊行会、近代劇大系5） 1922
- 『地霊』（ヴエデキント、新潮社、泰西戯曲選集） 1923
- 『サロメ』（ワイルド、近代劇大系刊行会、近代劇大系8） 1923
- 『月の出』（グレゴリイ夫人、近代劇大系刊行会、近代劇大系9）
- 「近代劇大系 第3巻 北欧篇」（近代劇大系刊行会） 1923
第1巻『北欧篇1』：「人形の家」「幽霊」「民衆の敵」「野鴨」 （イプセン）
第2巻『北欧篇2』：「ロスメルスホルム」「海の夫人」「ヘツダ・ガーブレル」「建築師ソルネス」（イプセン）
第3巻『北欧篇3』：「小さいアイヨルフ」「ジヨン・ガブリエル・ボルクマン・ブラント」（イプセン）
第4巻『北欧篇4』：「ユリエ嬢」(ストリンドベルク)

他に「父」「死の舞踏」(ストリンドベルク、福田久道訳)、「人力以上」(ビョルンソン、吉田白甲訳)を収載
- 『アンデルセン童話全集 第1』（アンデルセン、新潮社） 1924
- 「近代劇大系 第7巻 独墺篇 3」（近代劇大系刊行会） 1924
「臨終の仮面」（シユニッツレル）
「エレクトラ」（ホーフマンスタール）
- 『桜の園 / 熊 / ワーニヤをぢさん / 白鳥の歌』（チエホフ、新潮社、チエホフ全集3） 1924？
- 『ペール・ギュント』（イプセン、世界童話大系刊行會、世界童話大系） 1925.8
- 『自然主義戯曲二部作と十一の幕物』（ストリンドベルク、新潮社、ストリンドベルク戯曲全集） 1923 - 1925
第2巻：「父親」「なかま同士」「ジユリー嬢」「債鬼」「賤民 - パリア」「熱風 - サムウム」「より強いもの」「きづな」「火いたづら」「死の前に」「最初の警告」「借と貸」「母の愛」
第3巻：「ダマスクスへ」「夢の戯曲」
第5巻：「祝祭曲」「降臨祭」「復活祭」「仲夏祭」「小劇場曲」「稲妻」「焼跡」「幽鬼曲」「火焙」
- 『長靴を穿いた猫』（チイク、世界童話大系刊行会、世界童話大系） 1926
- 『世界童話集 中』（アルス、日本児童文庫） 1927
- 『ジヤン・クリストフ物語』（婦人之友社、世界文学物語叢書） 1929
- 『シーザーとクレオパトラ』（バーナード・シヨー、春陽堂、世界名作文庫） 1932
- 『アンデルセン童話集』全4集（冨山房百科文庫） 1938 - 1939
- 『デブと針金』（アンドレ・モロア、第一書房） 1941
- 『日本神話英雄譚宝玉集』1 - 6（冨山房） 1942 - 1945
- 『かがみの国のアリス』（リュイス・キャラル、小峰書店） 1948
- 『聖母の絵像 キリスト教伝説集』（小峰書店、世界おとぎ文庫） 1949
- 『少年少女劇名作選 世界編』（大木直太郎共編、新潮社） 1949
- 『のろわれた宝 北欧神話伝説集』（小峰書店、世界おとぎ文庫） 1950
- 『妖女のおくりもの イギリス・フランス童話集』（小峰書店、世界おとぎ文庫） 1950
- 『羅生門の鬼 日本古譚集』（小峰書店、世界おとぎ文庫） 1950
- 『銀の足の小鳥 アイルランド童話集』（小峰書店、世界おとぎ文庫） 1950
- 『令嬢ジュリー』（ストリンドベリー、角川文庫） 1952
- 『ヘッダ・ガーブレル』（イプセン、角川文庫） 1952
- 『不思議の国のアリス』（創元文庫） 1953